# Salomon Kraft
Alfred Salomon Kraft, född 8 juni 1898 i Löderups församling, Skåne, död 3 juni 1979 i Gustav Vasa församling i Stockholm, var en svensk historiker och skolman.
Kraft blev filosofie doktor 1930, docent vid Stockholms högskola 1929 och lektor vid Stockholms högre allmänna läroverk för flickor på Norrmalm 1932. År 1949 blev han rektor vid Malmö latinskola. Han var sekreterare i 1930 års kommitté för utredande av det akademiska befordringsväsendet. Bland Krafts skrifter märks Textstudier till Birgittas revelationer (1929).
Han var 1937 tillförordnad professor i kyrkohistoria vid Stockholms högskola och i historia 1940–1949. Han invaldes i Kungl. Samfundet för utgivande av handskrifter rörande Skandinaviens historia 1946.
Han var i sitt äktenskap med Gudrun Weibull far till Katarina Kraft. Han är därför morfar till journalisten Nathan Shachar. Efter första hustruns död 1965 gifte han om sig med Nils Forssells dotter Kerstin 1967.